# Alvinópolis
Alvinópolis è un comune del Brasile nello stato del Minas Gerais, parte della mesoregione Metropolitana di Belo Horizonte e della microregione di Itabira.